# Luca Ekler
Luca Ekler (Győr, 28 ottobre 1998) è un'atleta paralimpica ungherese specializzata nella velocità e nel salto in lungo.
Compete nella categoria T38 a causa della sua paralisi cerebrale infantile che le ha provocato una paralisi alla parte sinistra del corpo in seguito a un incidente all'età di 10 anni.

## Biografia
La sua prima competizione internazionale risale al 2018, quando prese parte ai campionati europei di atletica leggera paralimpica di Berlino: qui conquistò la medaglia d'oro nel salto in lungo T38, quella di bronzo nei 200 metri T38 e il quarto posto nei 100 metri T38.
L'8 giugno 2019, durante una gara a Grosseto, in Italia, fece registrare il record del mondo nel salto in lungo per la categoria T38 con la misura di 5,51 m. Lo stesso anno, nel mese di novembre, partecipò ai campionati del mondo di atletica leggera paralimpica di Dubai, conquistando la medaglia d'oro (e il record dei campionati) nel salto in lungo T38 e due medaglie d'argento nei 100 e 200 metri T38.
Nel 2021 conquista l'oro nel salto in lungo T37 alle Paralimpiadi di Tokyo, siglando nell'occasione anche il record del mondo con la misura di 5,63 m. Si consacra definitivamente ai mondiali di Parigi, nel 2023, durante i quali centra tre medaglie d'oro e una medaglia d'argento. Alle Paralimpiadi dell'anno successivo, disputatesi sempre nella capitale francese, vince la medaglia d'oro nel salto in lungo T38 e l'argento nei 400 metri piani T38.

## Palmarès
| Anno | Manifestazione       | Sede      | Evento             | Risultato | Prestazione | Note                  |
| ---- | -------------------- | --------- | ------------------ | --------- | ----------- | --------------------- |
| 2018 | Europei paralimpici  | Berlino   | 100 m piani T38    | 4ª        | 13"33       |                       |
| 2018 | Europei paralimpici  | Berlino   | 200 m piani T38    | Bronzo    | 27"92       |                       |
| 2018 | Europei paralimpici  | Berlino   | Salto in lungo T38 | Oro       | 5,39 m      |                       |
| 2019 | Mondiali paralimpici | Dubai     | 100 m piani T38    | Argento   | 12"89       |                       |
| 2019 | Mondiali paralimpici | Dubai     | 200 m piani T38    | Argento   | 26"61       |                       |
| 2019 | Mondiali paralimpici | Dubai     | Salto in lungo T38 | Oro       | 5,31 m      | Record dei campionati |
| 2021 | Europei paralimpici  | Bydgoszcz | 100 m piani T38    | Argento   | 12"80       |                       |
| 2021 | Europei paralimpici  | Bydgoszcz | 400 m piani T38    | Oro       | 1'00"27     | Record mondiale       |
| 2021 | Europei paralimpici  | Bydgoszcz | Salto in lungo T38 | Oro       | 5,51 m      | Record mondiale       |
| 2021 | Giochi paralimpici   | Tokyo     | Salto in lungo T37 | Oro       | 5,63 m      | Record mondiale       |
| 2023 | Mondiali paralimpici | Parigi    | 100 m piani T38    | Argento   | 12"54       |                       |
| 2023 | Mondiali paralimpici | Parigi    | 200 m piani T38    | Oro       | 25"78       | Record mondiale       |
| 2023 | Mondiali paralimpici | Parigi    | 400 m piani T38    | Oro       | 59"74       | Record mondiale       |
| 2023 | Mondiali paralimpici | Parigi    | Salto in lungo T38 | Oro       | 5,77 m      | Record dei campionati |
| 2024 | Mondiali paralimpici | Kōbe      | 100 m piani T38    | Oro       | 12"85       |                       |
| 2024 | Mondiali paralimpici | Kōbe      | Salto in lungo T38 | Oro       | 5,63 m      |                       |
| 2024 | Giochi paralimpici   | Parigi    | 400 m piani T38    | Argento   | 59"35       | Record europeo        |
| 2024 | Giochi paralimpici   | Parigi    | Salto in lungo T38 | Oro       | 5,56 m      |                       |